# Compagnie d'assistance
Une compagnie d'assistance est une entreprise qui organise une aide médicale ou technique (notamment, automobile) 24H/24, 7 Jours/7 (presque)[Quoi ?] partout dans le monde. 

## Généralités
La majorité des compagnies d'assurance proposent des contrats d'assistance spécifique ou bien inclus dans leurs contrats automobile ou habitation. 
Il faut distinguer :
- l'assistance aux personnes qui est généralement automatiquement intégrée au contrat habitation ou santé ; ce point est mentionné dans les sections « Conditions particulières » ou « Conditions générales », et peut être éclairci en demandant à l'assureur ;
- l'assistance aux véhicules qui se souscrit optionnellement sur le contrat automobile.

L'intérêt pour le particulier est de pouvoir accéder à une panoplie de moyens logistiques importants : 
- dépannage (remorqueuse), véhicule de remplacement ;
- rapatriement en avion, envoi d'un médecin sur place, correspondants locaux, trouver une hospitalisation, audit des factures, etc.

La cotisation varie, en fonction des compagnies et de l'étendue des garanties, de 30 à 100 euros par an. 

## Métiers

### Assistance aux véhicules
Les opérations d’assistance aux véhicules intègrent le rapatriement de véhicules, le prêt de véhicules de remplacement, l'organisation du retour des passagers ou de la poursuite du voyage, en France comme à l'étranger. Le dépannage-remorquage est appuyé par un réseau français de garages agréés et un réseau de correspondants étrangers.

### Assistance aux personnes
Les opérations d’assistance aux personnes (y compris dans le cadre d’un accident de la circulation) en France et à l’International, consistent à organiser les évacuations sanitaires, les vols commerciaux, le transport en ambulances, les escortes médicales). La compagnie d'assistance fournit les chauffeurs de remplacement, les avances des frais médicaux à l’étranger. Elle bénéficie d'un réseau de correspondants médicaux monde entier, de la logistique et de l'expérience de l’assistance médicale sur des événements sportifs.
Les opérations d'assistance au domicile comprennent les urgences serrurerie et plomberie, les garanties d’assistance Santé (aide ménagère, garde d’enfants, visite malade…). La société fournit un service de renseignements et conseils médicaux et sociaux, un accompagnement psychologique, un service SOS constat amiable, et assurer la continuité de services.
Le processus est le suivant :
1. les standardistes reçoivent, identifient et orientent les communications téléphoniques ;
2. les chargés d’assistance assurent le traitement des appels téléphoniques et effectuent la mise en place des prestations d'assistance dans le cadre des contrats ;
3. les médecins régulateurs ordonnent, en fonction de la gravité des cas, les décisions médicales à mettre en œuvre ;
4. les médecins transporteurs effectuent le rapatriement sanitaire d'un client pour le compte de la société ;
5. les opérateurs de gestion assurent la réception et la gestion des appels des prestataires et des factures en France, puis valident les prestations et crée les règlements dans le cadre de la délégation accordée ;
6. les rédacteurs gestionnaires assurent le traitement et le règlement administratif des dossiers dans le cadre des garanties des contrats.

## Marché français
Les cinq plus grandes entreprises du marché de l'assistance en France en 2010 sont : L'Inter mutuelles assistance (412 M€ de chiffre d'affaires) Mondial assistance France (404 M€) Europ assistance France (373 M€) Fidélia assistance (331 M€) et Axa assistance (222 M€)[pas clair].